# Сборная Дублина по гэльским играм
Сборная Дублина по гэльским играм, как орган управления — Дублинский совет Гэльской атлетической ассоциации или Совет графства Дублин при Гэльской атлетической ассоциации (англ. Dublin County Board of the Gaelic Athletic Association / Dublin GAA, ирл. Cumann Luthchleas Gael Coiste Contae Átha Cliath / CLG Coiste Contae Átha Cliath), транслитерированное название Дублин ГАА — команда традиционного графства Дублин, выступающая в соревнованиях Гэльской атлетической ассоциации. Относится к числу 32 команд графств острова Ирландия, заведует развитием гэльских игр в традиционном графстве Дублин (город-графство Дублин и ещё три графства — Дун-Лэаре-Ратдаун, Фингал и Южный Дублин) как на уровне отдельных команд, так и всего графства.
Команда Дублина является одной из наиболее титулованных команд по гэльскому футболу (мужской и женский), хёрлингу и камоги на острове Ирландия. Она известна под прозвищем «Парни в синем»; болельщики Дублина на главном стадионе ГАА Кроук Парк, который является также домашней ареной для Дублина наравне с «Парнелл Парк», даже обладают собственным сектором под номером 16.

## Структура
Юрисдикция Дублинского совета ГАА распространяется, помимо собственно города Дублин, на территорию традиционного графства Дублин, охватывающего ещё три графства. Собственно Совет состоит из 9 человек, один из которых — председатель совета. В настоящее время эту должность занимает Шон Шенли (англ. Seán Shanley). Совет подчиняется Ленстерскому совету ГАА.
Домашней ареной де-юре считается стадион Парнелл Парк, де-факто — Кроук Парк. На первом стадионе проводятся матчи чемпионатов Дублина по гэльскому футболу и хёрлингу, а на втором играет домашние матчи главная команда графства в первенствах Ленстера и Всеирландских чемпионатах. Тренер команды по гэльскому футболу — Джим Гэвин, по хёрлингу — Мэтти Кенни.
В 2002 году планировалось разделить Дублинский совет ГАА и сборную на отдельные команды Северного и Южного Дублина в связи с разной плотностью населения, однако Дублинский совет этому воспротивился. Тем не менее, существуют отдельные команды Северного, Южного и Западного Дублина, где в основном выступают молодые игроки.

### Известные члены руководства
- Томас Лофтус[англ.], председатель Дублинского совета ГАА. В 1969—1972 годах — вице-председатель Ленстерского совета ГАА[англ.], в 1972—1974 годах — его председатель.
- Дэниэл Маккарти, президент ГАА в 1921—1924 годах
- Шон Райан, президент ГАА в 1928—1932 годах
- Джозеф Стюарт, президент ГАА в 1958—1961 годах

### Болельщики
Болельщиков Дублина называют «дабами» (англ. The Dubs), а в 1970-е годы прозвали «Армией Хеффо» (англ. Heffo's Army). Дублинские фанаты известны исполнением песен о Дублине во время матчей — наиболее известны в их исполнении «Molly Malone», «Dublin in the Rare Old Times» и «Come on You Boys in Blue». На стадионе Кроук Парк за болельщиками зарезервирован сектор 16 (англ. Hill 16), который почти всегда заполнен на матчах — ему посвящена шутливая кричалка «Hill 16 is Dublin only» (с англ. — «Сектор 16 — только для Дублина»).
Прозвище команды Дублина — «Джеки», которое для мужских сборных пишется как The Jacks, а для женских — The Jackies. Оно происходит от слова «джекин» (англ. Jackeen), которым в разговоре называют жителей Дублина. Среди видных болельщиков Дублина в гэльских играх прессой упоминались или упоминаются игрок в австралийский футбол Джим Стайнс, гольфист Патрик Харрингтон, регбист Брайан О’Дрисколл, рестлер Шеймус и актёр Колм Мини.

### Эмблема
В 2003—2004 годах Дублинский совет ГАА безуспешно пытался заполучить право на использование герба Дублина как эмблемы команд по гэльским играм: согласно решению Высокого суда Ирландии, герб находился в общественном достоянии, поскольку был слишком похож на иные гербы, используемые Дублинским городским советом и иными спортивными организациями города и графства. Следуя пути многих иных графства ГАА и стремясь избежать непредусмотренных убытков, совет графства Дублин разработал новую эмблему, которая отражала историческое прошлое Дублина и могла бы стать торговой маркой и объектом охраны авторского права.
Эмблема представляет собой изображение трёх башен с огнями, символизирующих Дублин; ворона на крыше центральной башни, символизирующего графство Фингал; ладью викингов, символизирующую графство Дун-Лэаре-Ратдаун; книгу, символизирующую графство Южный Дублин. Под эмблемой изображено название Дублина на ирландском Áth Cliath вместо английского Dublin.

### Форма
До 1918 года команда Дублина играла в форме клубного чемпиона своего графства, как и многие другие команды графств. В 1918 году появилась форма небесно-голубого цвета с гербом Дублина: воротник и трусы были белыми, гетры — в бело-голубую полоску. В 1974 году появился новый комплект формы с элементами морского синего цвета
| 1918—1974 | 1974—1980 | Ирландия 1983 | 1990-е | Ирландия 2011 | Ирландия 2013 | 2013—2015 |

### Спонсоры
Следующие компании становились в своё время спонсорами сборной Дублина по гэльским играм:
| Годы           | Данные о спонсорах  | Данные о спонсорах  |
| Годы           | Производитель формы | Спонсор             |
| -------------- | ------------------- | ------------------- |
| 1880-е — 1990  | O'Neills            | Colin Horgan        |
| 1990           | O'Neills            | Kaliber             |
| Игры Лиги 1991 | O'Neills            | National Irish Bank |
| 1991–2009      | O'Neills            | Arnotts             |
| 2010–2013      | O'Neills            | Vodafone            |
| 2014–          | O'Neills            | AIG                 |

Контракт с AIG был заключён в октябре 2013 года на сумму 4 миллиона евро и на пять лет; AIG также стал первым спонсором команд по женскому гэльскому футболу и камоги.

## Гэльский футбол

### История
Первая победа Дублина во всеирландском чемпионате по гэльскому футболу датируется 1891 году, когда в финале был обыгран Корк со счётом 2-1 — 1-1, а через год Дублин защитил титул, победив Керри. Многочисленные победы Дублина во всеирландских турнирах сделали его сборную одной из самых знаменитых в Ирландии: в 1970-е и 1980-е годы Дублин выиграл четыре Всеирландских чемпионата (1974, 1976, 1977 и 1983), а также 7 титулов чемпиона Ленстера (из них 6 подряд), а с 1974 по 1979 годы бессменно играл в шести всеирландских финалах (в 2009 году Керри догнал Дублин по этому показателю). 25 марта 2017 года Дублин установил новый рекорд, выиграв 35 матчей в чемпионате и Национальной футбольной лиге подряд: рекорд был зафиксирован в игре Национальной лиги на Кроук Парк против Роскоммона (победа 2-29 — 0-14). Прежнее достижение, установленное командой Керри, продержалось 84 года.
В 1991 году поединок первого раунда чемпионата Ленстера между Дублином и Митом растянулся на четыре матча, так как в первых трёх была зафиксирована ничья. В это же время и обострилось противостояние двух клубов: Мит выиграл четыре из последних пяти чемпионатов Ленстера и два всеирландских чемпионата за последние пять лет, сумев отобрать у Дублина звание сильнейшей команды Ленстера. Итоговая серия 1991 года завершилась победой Мита: в четвёртом матче Дэвид Бегги сделал семь шагов, прежде чем забить гол между штанг, а Кевин Фоли забил победный трёхочковый гол на последней минуте. С 2011 года Дублин победил в девяти чемпионатах Ленстера подряд, обыграв в финалах Уэксфорд в 2011 году (разница в 3 очка), Мит в 2012 году (разница в 3 очка), в 2013 году (7 очков) и в 2014 году (16 очков), Уэстмит в 2015 году (13 очков) и в 2016 году (разница в 15 очков), Килдэр в 2017 году (9 очков), Лиишь в 2018 году (18 очков) и Мит в 2019 году (16 очков).

### Достижения
В активе Дублина — большое количество побед в турнирах по гэльскому футболу:
- 30 титулов всеирландских чемпионов по гэльскому футболу. По общему числу побед Дублин уступает только команде Керри[англ.] (37 побед). 14 сентября 2019 года в последней личной встрече в финале Всеирландского чемпионата, которая была по сути своей переигровкой матча от 1 сентября (ничья 1-16 — 1-16)[14], Дублин одержал победу над Керри с разницей в 6 очков, выиграв в 7-й раз с 2011 года титул Всеирландского чемпиона, защитив титул и в 2020 году. Мужская сборная Дублина является также единственной сборной графства по гэльскому футболу или хёрлингу, выигравшая пять Всеирландских чемпионатов подряд[15].
- 59 титулов чемпионов Ленстера, с 2011 года не проигрывают финалы (последний раз проиграли Миту в 2010 году).
- 13 титулов чемпионов Национальной футбольной Лиги[англ.]: череду побед выдал в 2013, 2014, 2016 и 2018 годах. Опережает Майо[англ.] с 12 титулами и уступает Керри[англ.] с 20 титулами.

### Текущий состав
- Менеджер[англ.]: Джим Гэвин[англ.]
- Тренерский штаб: Деклан Дарси[англ.], Джейсон Шерлок[англ.], Шон О’Хэнлон, Пол Клири

Ниже приведена заявка на финальную часть Всеирландского чемпионата 2019 года (от 16 июля 2019). Жирным выделены игроки, выходившие на поле хотя бы в одном из двух матчей финала Всеирландского чемпионата. Номера игроков указаны для первой и второй финальных встреч соответственно: если игрок не был в заявке на матч, то указан прочерк.
| \| Номер \| Имя \| Позиция \| Клуб \| \| ----- \| -------------------------- \| ------------ \| ---------------------------------------- \| \| 1 \| Стивен Клакстон[англ.] \| Вратарь \| Парнеллс[англ.] \| \| 2 \| Дэвид Бёрн[англ.] \| Защитник \| Нив Олаф[англ.] \| \| 3 \| Джонни Купер[англ.] \| Защитник \| На Фианна[англ.] \| \| 4 \| Майкл Фитцсиммонс[англ.] \| Защитник \| Куала[англ.] \| \| 5 \| Джек Маккафри[англ.] \| Защитник \| Клонтарф[англ.] \| \| 6 \| Джеймс Маккарти[англ.] \| Защитник \| Баллимун Кикэмс[англ.] \| \| 7 \| Джон Смолл[англ.] \| Защитник \| Баллимун Кикэмс[англ.] \| \| 8 \| Брайан Фентон \| Полузащитник \| Рахени[англ.] \| \| 9 \| Майкл Даррах Маколи[англ.] \| Полузащитник \| Баллибоден Сент-Энда[англ.] \| \| 10 \| Ниалл Скалли[англ.] \| Нападающий \| Темплоуг Синг Стрит[англ.] \| \| 11/14 \| Кон О’Каллахан[англ.] \| Нападающий \| Куала[англ.] \| \| 12 \| Брайан Ховард[англ.] \| Нападающий \| Рахени[англ.] \| \| 13 \| Пол Мэннион[англ.] \| Нападающий \| Килмакод Кроукс[англ.] \| \| 14/15 \| Дин Рок[англ.] \| Нападающий \| Баллимун Кикэмс[англ.] \| \| 15/11 \| Киран Килкенни[англ.] \| Нападающий \| Каслнок[англ.] \| \| 16 \| Эван Комерфорд[англ.] \| Вратарь \| Баллимун Кикэмс[англ.] \| \| 17 \| Падди Эндрюс[англ.] \| Нападающий \| Сент-Бригидс[англ.] \| \| 18/19 \| Дермод Коннолли[англ.] \| Нападающий \| Сент-Винсентс[англ.] \| \| 19/20 \| Кормак Костелло[англ.] \| Нападающий \| Уайтхолл Колмсилл[англ.] \| \| 20/- \| Даррен Дейли[англ.] \| Защитник \| Фингал Рэйвенс[англ.] \| \| 21/22 \| Филли Макмахон[англ.] \| Защитник \| Баллимун Кикэмс[англ.] \| \| 22/23 \| Кевин Макманамон[англ.] \| Нападающий \| Сент-Джудс[англ.] \| \| 23/24 \| Оуэн Мерхан[англ.] \| Защитник \| На Фианна[англ.] \| \| 24/- \| Питер О’Коффи Бёрн \| Нападающий \| Куала[англ.] \| \| 25 \| Кьян О’Салливан[англ.] \| Защитник \| Килмакод Кроукс[англ.] \| \| 26 \| Падди Смолл \| Нападающий \| Баллимун Кикэмс[англ.] \| \| - /18 \| Бернард Броган[англ.] \| Нападающий \| Сент-Оливер Планкеттс / Эоган Руд[англ.] \| \| - /21 \| Эрик Лаундес[англ.] \| Защитник \| Сент-Перегринс[англ.] \| \| \| Даррен Гэвин \| Полузащитник \| Лукан Сарсфилдс[англ.] \| \| \| Эоган О’Гара[англ.] \| Нападающий \| Темплоуг Синг Стрит[англ.] \| \| \| Коннор Макхью \| Нападающий \| На Фианна[англ.] \| \| \| Эндрю Макгоуэн \| Нападающий \| Килмакод Кроукс[англ.] \| |                     |              |                                   |
| Номер | Имя                 | Позиция      | Клуб                              |
| 1 | Стивен Клакстон     | Вратарь      | Парнеллс                          |
| 2 | Дэвид Бёрн          | Защитник     | Нив Олаф                          |
| 3 | Джонни Купер        | Защитник     | На Фианна                         |
| 4 | Майкл Фитцсиммонс   | Защитник     | Куала                             |
| 5 | Джек Маккафри       | Защитник     | Клонтарф                          |
| 6 | Джеймс Маккарти     | Защитник     | Баллимун Кикэмс                   |
| 7 | Джон Смолл          | Защитник     | Баллимун Кикэмс                   |
| 8 | Брайан Фентон       | Полузащитник | Рахени                            |
| 9 | Майкл Даррах Маколи | Полузащитник | Баллибоден Сент-Энда              |
| 10 | Ниалл Скалли        | Нападающий   | Темплоуг Синг Стрит               |
| 11/14 | Кон О’Каллахан      | Нападающий   | Куала                             |
| 12 | Брайан Ховард       | Нападающий   | Рахени                            |
| 13 | Пол Мэннион         | Нападающий   | Килмакод Кроукс                   |
| 14/15 | Дин Рок             | Нападающий   | Баллимун Кикэмс                   |
| 15/11 | Киран Килкенни      | Нападающий   | Каслнок                           |
| 16 | Эван Комерфорд      | Вратарь      | Баллимун Кикэмс                   |
| 17 | Падди Эндрюс        | Нападающий   | Сент-Бригидс                      |
| 18/19 | Дермод Коннолли     | Нападающий   | Сент-Винсентс                     |
| 19/20 | Кормак Костелло     | Нападающий   | Уайтхолл Колмсилл                 |
| 20/- | Даррен Дейли        | Защитник     | Фингал Рэйвенс                    |
| 21/22 | Филли Макмахон      | Защитник     | Баллимун Кикэмс                   |
| 22/23 | Кевин Макманамон    | Нападающий   | Сент-Джудс                        |
| 23/24 | Оуэн Мерхан         | Защитник     | На Фианна                         |
| 24/- | Питер О’Коффи Бёрн  | Нападающий   | Куала                             |
| 25 | Кьян О’Салливан     | Защитник     | Килмакод Кроукс                   |
| 26 | Падди Смолл         | Нападающий   | Баллимун Кикэмс                   |
| - /18 | Бернард Броган      | Нападающий   | Сент-Оливер Планкеттс / Эоган Руд |
| - /21 | Эрик Лаундес        | Защитник     | Сент-Перегринс                    |
| | Даррен Гэвин        | Полузащитник | Лукан Сарсфилдс                   |
| | Эоган О’Гара        | Нападающий   | Темплоуг Синг Стрит               |
| | Коннор Макхью       | Нападающий   | На Фианна                         |
| | Эндрю Макгоуэн      | Нападающий   | Килмакод Кроукс                   |

### Чемпионаты Дублина
С 1887 года ежегодно проводится розыгрыш чемпионата Дублина среди лучших команд города и графства: победители получают право соревноваться в клубном чемпионате Ленстера и Всеирландском клубном чемпионате. Действующий чемпион (2019 год) — «Баллибоден Сент-Эндас», выигравший свой второй титул после победы 2015 года. Первыми чемпионами Дублина стали «Эринс Хоуп», команда Колледжа Святого Патрика из Драмкондры. Рекордсменом по числу побед является клуб «Сент-Винсентс», выигравший чемпионат Дублина 28 раз.
Существует также и второй дивизион чемпионата Дублина, победитель которого получает право играть собственно в чемпионате Дублина. Первый розыгрыш прошёл в 1918 году, рекордсменом является клуб «Сент-Бригидс», действующий чемпион (на 2019 год) — «Баллибугал».

## Хёрлинг

### История
Первую победу во всеирландском чемпионате по хёрлингу Дублин одержал в 1889 году, однако выиграл турнир всего шесть раз за свою историю, проиграв при этом 15 финалов и перестав попадать в финалы с 1961 года. Соревнования в Национальной лиге хёрлинга Дублину не приносили успехов довольно долго: в 2005 году команда вылетела во второй дивизион, вернувшись в первый только через год после победы над Керри в финале второго дивизиона, а в 2007 году заняла 4-е место, сумев избежать второго вылета за последние два года (результаты 2006 году во всеирландском чемпионате внушали определённую надежду). В 2009 году тренером команды Дублина стал бывший наставник сборной графства Клэр Энтони Дейли, при котором в 2009 году Дублин вышел в финал чемпионата Ленстера, но проиграл Килкенни с разницей в 6 очков.
Популярность хёрлинга стала возрастать в последние годы в Дублине, причём значительные успехи приносят именно юноши. Так, в 2005 году команда Дублина выиграла чемпионат Ленстера среди юношей. В мае 2011 года Дублин выиграл впервые в своей истории Национальную лигу хёрлинга, а 7 июля 2013 года победил впервые с 1961 года в финале чемпионата Ленстера, обыграв Голуэй со счётом 2-25 — 2-13 (только четыре гола Дублина между штанг были забиты со штрафных ударов).

### Достижения
В целом таких достижений у команды по хёрлингу, как у команды по гэльскому футболу, нет. Дублин с 6 победами и 15 финалами Всеирландских чемпионатов значительно проигрывает по числу титулов большой тройке — Килкенни, Корку и Типперэри, деля 5-е место по числу трофеев с Уэксфордом. В чемпионате Ленстера Дублин выигрывал 24 раза, однако по общему числу побед значительно уступает команде Килкенни, завоёвывавшей титул 71 раз. Национальную лигу хёрлинга Дублин выигрывал в сезонах 1928/1929, 1938/1939 и в 2011 году, деля 8-е место с Уотерфордом: рекордсменом является Килкенни, выигрывавший лигу 19 раз.

### Текущий состав
- Менеджер[англ.]: Мэтти Кенни[англ.]
- Главные тренеры: Конор Клиффорд, Клина О’Коннор[англ.]
- Тренеры: Грег Кеннеди[англ.], Пол О’Брайан, Оуин Рош, Микк Маккаллох[26]

Данные по составу приводятся на 16 июля 2019 года.
| \| Номер \| Имя \| Позиция \| Клуб \| \| ----- \| ----------------------- \| ------------ \| ---------------------------------------- \| \| \| Алан Нолан[англ.] \| Вратарь \| Сент-Бригидс[англ.] \| \| \| Шон Бреннан \| Вратарь \| Куала[англ.] \| \| \| Крис Крамми \| Защитник \| Лукан Сарсфилдс[англ.] \| \| \| Эоган О’Доннелл \| Защитник \| Уайтхолл Колмсилл[англ.] \| \| \| Шейн Барретт \| Защитник \| На Фианна[англ.] \| \| \| Киан О’Каллахан \| Защитник \| Куала[англ.] \| \| \| Джеймс Мадден \| Защитник \| Баллибоден Сент-Энда[англ.] \| \| \| Шон Моран \| Защитник \| Куала[англ.] \| \| \| Том Коннолли \| Защитник \| Сент-Винсентс[англ.] \| \| \| Джейк Малоун \| Защитник \| Куала[англ.] \| \| \| Дейр Грэй \| Защитник \| Уайтхолл Колмсилл[англ.] \| \| \| Падди Смит \| Защитник \| Клонтарф[англ.] \| \| \| Райан Макбрайд \| Полузащитник \| Сент-Винсентс[англ.] \| \| \| Дарраг О’Коннелл[англ.] \| Полузащитник \| Куала[англ.] \| \| \| Шон Трейси \| Полузащитник \| Куала[англ.] \| \| \| Гленн Уэлан \| Полузащитник \| Баллинтир Сент-Джонс[англ.] \| \| \| Конал Кини[англ.] \| Нападающий \| Баллибоден Сент-Энда[англ.] \| \| \| Дэвид Трейси \| Нападающий \| Куала[англ.] \| \| \| Имон Диллон \| Нападающий \| Нив Финбара[англ.] \| \| \| Финтан Макгибб \| Нападающий \| Сетанта \| \| \| Финн О’Райан Браун \| Нападающий \| Сент-Джудс[англ.] \| \| \| Киан Боланд \| Нападающий \| Сент-Оливер Планкеттс / Эоган Руд[англ.] \| \| \| Фергал Уайтли \| Нападающий \| Килмакод Кроукс[англ.] \| \| \| Дэнни Сатклифф[англ.] \| Нападающий \| Сент-Джудс[англ.] \| \| \| Пол Райан \| Нападающий \| Баллибоден Сент-Энда[англ.] \| \| \| Лиам Раш[англ.] \| Нападающий \| Палмерстаун Сент-Патрикс[англ.] \| \| \| Ошин О’Рорк[англ.] \| Нападающий \| Килмакод Кроукс[англ.] \| \| \| Джон Хетертон \| Нападающий \| Сент-Винсентс[англ.] \| \| \| Донал Бёрк[англ.] \| Нападающий \| На Фианна[англ.] \| \| \| Килан Конуэй \| Нападающий \| Килмакод Кроукс[англ.] \| |                    |              |                                   |
| Номер | Имя                | Позиция      | Клуб                              |
| | Алан Нолан         | Вратарь      | Сент-Бригидс                      |
| | Шон Бреннан        | Вратарь      | Куала                             |
| | Крис Крамми        | Защитник     | Лукан Сарсфилдс                   |
| | Эоган О’Доннелл    | Защитник     | Уайтхолл Колмсилл                 |
| | Шейн Барретт       | Защитник     | На Фианна                         |
| | Киан О’Каллахан    | Защитник     | Куала                             |
| | Джеймс Мадден      | Защитник     | Баллибоден Сент-Энда              |
| | Шон Моран          | Защитник     | Куала                             |
| | Том Коннолли       | Защитник     | Сент-Винсентс                     |
| | Джейк Малоун       | Защитник     | Куала                             |
| | Дейр Грэй          | Защитник     | Уайтхолл Колмсилл                 |
| | Падди Смит         | Защитник     | Клонтарф                          |
| | Райан Макбрайд     | Полузащитник | Сент-Винсентс                     |
| | Дарраг О’Коннелл   | Полузащитник | Куала                             |
| | Шон Трейси         | Полузащитник | Куала                             |
| | Гленн Уэлан        | Полузащитник | Баллинтир Сент-Джонс              |
| | Конал Кини         | Нападающий   | Баллибоден Сент-Энда              |
| | Дэвид Трейси       | Нападающий   | Куала                             |
| | Имон Диллон        | Нападающий   | Нив Финбара                       |
| | Финтан Макгибб     | Нападающий   | Сетанта                           |
| | Финн О’Райан Браун | Нападающий   | Сент-Джудс                        |
| | Киан Боланд        | Нападающий   | Сент-Оливер Планкеттс / Эоган Руд |
| | Фергал Уайтли      | Нападающий   | Килмакод Кроукс                   |
| | Дэнни Сатклифф     | Нападающий   | Сент-Джудс                        |
| | Пол Райан          | Нападающий   | Баллибоден Сент-Энда              |
| | Лиам Раш           | Нападающий   | Палмерстаун Сент-Патрикс          |
| | Ошин О’Рорк        | Нападающий   | Килмакод Кроукс                   |
| | Джон Хетертон      | Нападающий   | Сент-Винсентс                     |
| | Донал Бёрк         | Нападающий   | На Фианна                         |
| | Килан Конуэй       | Нападающий   | Килмакод Кроукс                   |

### Фингал
В 2007 году Гэльская атлетическая ассоциация объявила, что с целью развития хёрлинга в графстве Дублин (особенно там, где им особо не интересуются) будет образована сборная Фингала по хёрлингу. За сборную Фингала не могли играть представители других графств; при этом игроки Фингала могли выступать за Дублин. В 2008 году новая команда дебютировала в кубке Ники Ракарда, в 2009 году — в кубке Кехоу. В настоящее время команда играет в дивизионе 3B Национальной лиги хёрлинга.

### Чемпионаты Дублина
С 1888 года ежегодно проводится розыгрыш чемпионата Дублина среди лучших команд города и графства: победители получают право соревноваться в клубном чемпионате Ленстера и Всеирландском клубном чемпионате. Действующий чемпион (2019 год) — «Куала», выигравший свой седьмой титул. Рекордсменом по числу побед является клуб «Фоухс», выигрывавший титул 31 раз.

## Гэльский гандбол

### Хардбол (одиночный разряд)
Спортсмены Дублина выигрывали Всеирландский чемпионат по хардболу 15 раз (на 2 раза больше, чем спортсмены Килкенни). В 2005 году чемпионом стал дублинец Оуэн Кеннеди из клуба «Сент-Бригидс».

### Софтбол (одиночный разряд)
Спортсмены Дублина выигрывали Всеирландский чемпионат по софтболу 16 раз, опережая в этом плане всех противников, кроме Килкенни, у которых 25 побед. Оуэн Кеннеди выигрывал чемпионат в 2004, 2005 и 2006 годах.

## Камоги
Дублин является наиболее успешным графством в плане выступлений в камоги: с 1932 по 1966 годы в Гэльской атлетической ассоциации около трети зарегистрированных клубов были дублинскими, а дублинки выиграли почти все Всеирландские чемпионаты (кроме восьми) за те годы — в 1940-е годы Дублин и Корк были из-за скандалов исключены временно из турниров по камоги. У них были череда побед из 10 и 8 чемпионств последовательно: прервалась эта победа лишь в 1956 году, когда они проиграли команде Антрима в полуфинале со скандалом. В эпоху возрождения Дублин выиграл три титула чемпиона Национальной лиги камоги и всеирландский чемпионат в 1984 году. На клубном уровне дублинки выиграли четыре всеирландских чемпионата: победу одерживали «Остин Стекс» (1971 и 1972), «Эоган Руд» (1967) и «Крамлин» (1985).

### Структура
Структура развития камоги в Дублине считается одной из наиболее успешных на всём острове Ирландия и значительно отличается от структур в других графствах. Матчи клубных лиги и чемпионата играются в зимние месяцы (в том числе кубок острова Мэн). На клубном уровне регулярно соревновались «Остин Стекс», «Дублин», КИЕ, «Кухулинс», «Эоган Руд», «Джейкобс», «Мурис О’Нил», «Ним Ифе» и «Оптимистс», играя на стадионе «Финикс Парк» (Селтик соревнуется в Кулоке, КИЕ — в Инчикоре). Летом дублинские команды проводили сборы, что в своё время давало гарантии успеха, однако когда дублинские клубы дебютировали во всеирландских клубных чемпионатах, стали появляться первые серьёзные трудности («Селтик», выигравший первый всеирландский чемпионат, в следующем году уже не выступал).

### Известные игроки
В команду века по версии ГАА вошли Эйлин Даффи. Софи Брэк, Кейтлин Миллс и Уна О’Коннор. Лучшими игроками года признавались Элис Хасси и Ивонн Редмонд. В сборную всех звёзд попадали Эмер Бранниган, Кьяра Люси и Луиз О’Хара, а также представители «золотой эры» — Софи Брэк, Эмми Делейни, Кейтлин Коди, Пегги Гриффин, Дорин Роджерс и Мэри Уолш.

### Руководители
Президентами Ассоциации камоги в разное время были Мэйр  О’Кеннеди, Мэйр Джилл, Айлиш Редмонд, Нелл Маккарти, Уна Пёрселл, Бридин Малаган и Филлис Бреслин.

### Расширение
В 2010—2015 годах в графстве действовал план развития камоги под девизом «Наша игра, наша страсть» (англ. Our Game, Our Passion); к 2015 году планировалось создать пять новых клубов по этому виду спорта.

## Женский гэльский футбол
Женская сборная Дублина по гэльскому футболу является четырёхкратным всеирландским чемпионом (2010, 2017, 2018, 2019), а также выиграла один раз Национальную футбольную лигу в 2019 году. С 2010 года дублинки являются бессменными чемпионками Ленстера.

## Дерби
В гэльском футболе принципиальным противником Дублина в прошлом был Мит: обе эти команды доминировали в чемпионате Ленстера в 1970-е и 1980-е годы, а в 1991 году их противостояние растянулось аж на четыре матча в рамках одного раунда. Помимо Мита, Дублин соперничал с Килдэром, Уиклоу, Лиишь и Уэстмитом.
Однако в настоящее время главным противником Дублина является Керри, соперничество с которым также зародилось в 1980-е — 1980-е годы. В настоящее время выделяется также соперничество с командами Корком, Тироном, Донеголом и Голуэем: в 1983 году сыгранный против Голуэя финал всеирландского чемпионата по гэльскому футболу обернулся множеством фолов и четырьмя удалениями со стороны дублинцев, за что его прозвали «Позорной игрой» (англ. Game of Shame).
В хёрлинге соперниками Дублина являются Килкенни, Оффали и Уэксфорд.